# Flensburger EC
Der Flensburger EC, 1986 umbenannt in Flensburg-Harrisleer Eissport Club, wurde 1984 gegründet und nahm seit 1985 am Ligaspielbetrieb im Eishockey teil. Von 1984 bis 1994 kam vorübergehend Eisstockschießen hinzu; ebenso versuchte man die Sparte Eiskunstlauf zu etablieren. Seit 2003 war der Verein wegen fehlender Halle inaktiv. 2014 wurde die Auflösung des Vereins im Flensburger Tageblatt bekanntgegeben.

## Sportarten im FHEC

### Eishockey

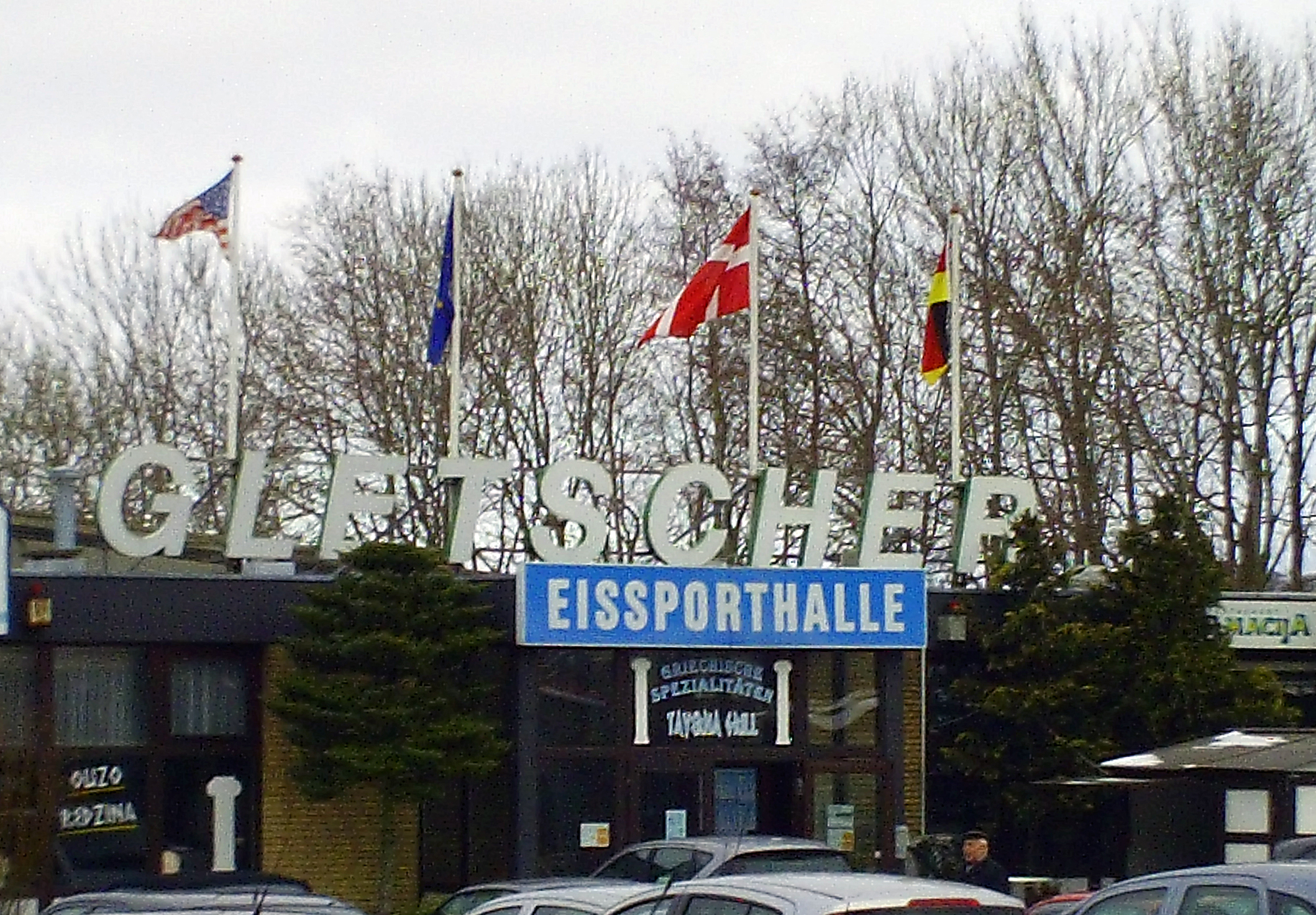
Die Gletscherhalle bei der Zollsiedlung bei Kupfermühle, der Spielort des FHEC

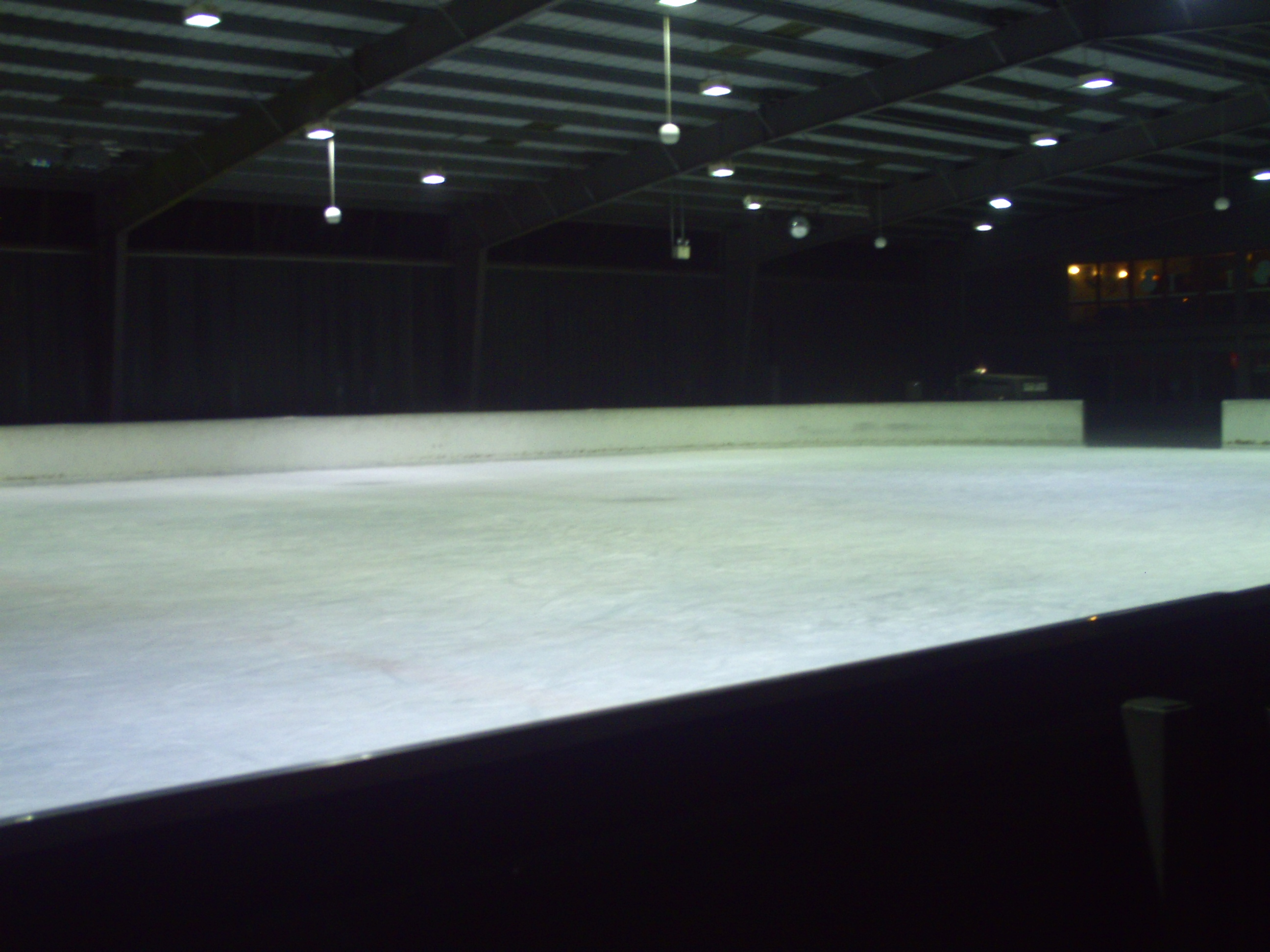
Aufnahme von der Gletscherhalle

Zunächst spielte der Flensburger EC die meiste Zeit in der Landesliga. 1989 stieg der Verein auf, so dass man zwei Jahre höherklassig, in der Regionalliga Nord (1989/1990 und 1990/1991) absolvieren konnte. Danach erfolgte der Abstieg und es wurde wieder in der Verbandsliga oder Landesliga gespielt. 1994/1995 stieg der Verein in die Verbandsliga Nord-Ost auf und wurde Zweiter im Norddeutschen Mannschaftspokal. 1995/1996 spielte man dann wieder in der Regionalliga Nord. Ab der Saison 1996/1997 spielte man erneut in der Verbandsliga. Im Jahre 1998 erreichte man das Finale des Norddeutschen Mannschaftspokals, verlor dort aber gegen Nordhorn. Zur Saison 2003/2004 wurde der Mietvertrag für die Gletscherhalle in Harrislee (dem Spielort des nördlichsten Eishockeyvereins Deutschlands) zwischen dem Betreiber und dem FHEC nicht mehr verlängert. Seit diesem Zeitpunkt ist der FHEC ein inaktiver Verein, so dass als einziger schleswig-holsteiner Vertreter der EHC 06 Timmendorf am Spielbetrieb teilnimmt. Der FHEC gehörte bis 2013 zum Landeseissportverband Schleswig-Holstein. Im Januar 2014 wurde der FHEC beim Landeseissportverband Schleswig-Holstein abgemeldet und anschließend endgültig aufgelöst.

### Eisstockschießen
Im Jahre 1984 wurde im Flensburger EC die Eisstocksparte gegründet. Die Idee hierzu hatte Emil Scheibner, der bei Urlaubsaufenthalten in Österreich auf die Sportart aufmerksam wurde. Die Eisstocksparte konnte einige Erfolge erzielen. So wurde 1989 und 1990 die Damenmannschaft Landesmeister von Schleswig-Holstein. Auch im Zielschießen ging der Titel zweimal nach Flensburg. 1994 wechselte die Stocksparte zum SV Adelby in Flensburg über. Dort besteht sie bis heute und nimmt am Turnierbetrieb im Eisstocksport teil.

### Eiskunstlauf
Eiskunstlauf konnte sich in Flensburg nicht durchsetzen. Diese Sportart gibt es seither nicht mehr in Schleswig-Holstein.

## Eissporthalle Gletscherhalle
Die Eissporthalle war Bestandteil des Hotel des Nordens. Sie wurde 2016 geschlossen.